# Aetós
Aetós, també anomenat Piso Aetós (grec: (Πίσω) Αετός), és el segon port de l'illa d'Ítaca (l'altre és el de la capital, Vathí). Està situat a la part oest de l'illa, a uns cinc quilòmetres de la capital.
Es tracta d'un port molt petit, situat sota un coster molt dret i arbrat, ple de xiprers, pins i oliveres. Té connexions per ferri amb Sami (Cefalònia, 30 min), Astacos (Acarnània 2h), Patres i Cil·lene (Peloponnès, 4h).
Al turó d'Aetós, que arriba a fer 380 m d'alt, es troba l'antiga ciutadella d'Alalcòmenes (grec: Αλαλκομενές), un assentament d'unes 150 hectàrees que data del final de l'edat del bronze o començament de l'edat del ferro, és a dir, just després dels fets narrats a l'Odissea. Les seves murades estan formades de grans pedres ciclòpies i a la zona s'han identificat restes d'habitatges, tombes i temples. Ha estat excavat diverses vegades del segle xix ençà. Actualment, dalt del turó hi ha una església cristiana ortodoxa dedicada a Sant Jordi.
Al museu arqueològic de la capital, Vathí, es conserven diverses monedes antigues que mostren els caps d'Odisseu i Atena que es van trobar a Alalcòmenes.